# Simone Guerra
Simone Guerra (Piacenza, 30 agosto 1989) è un calciatore italiano, attaccante della Juventus Next Gen, di cui è capitano.
Con 230 presenze e 80 reti è il recordman di presenze e miglior marcatore della storia della Feralpisalò.
Inoltre, con 34 reti è il miglior marcatore della storia della Juventus Next Gen.

## Biografia
Il 20 giugno 2015 si è sposato a Piacenza con la compagna Martina.

## Caratteristiche tecniche
Gioca prevalentemente come seconda punta o da attaccante esterno, tuttavia può agire anche come prima punta. Oltre che da attaccante, è stato, talvolta, impiegato come esterno di centrocampo.

## Carriera

### Piacenza
Cresce nel San Nicolò, per poi trasferirsi alle giovanili del Piacenza, la squadra della sua città natale, facendo il suo debutto nell'ultima giornata del campionato di Serie B 2007-2008 nella partita pareggiata per 3-3 contro il Mantova. Nella stessa annata prende parte al torneo di Viareggio: nella partita contro la Reggina rifiuta di segnare un gol a porta vuota dopo che il portiere avversario si era infortunato ed era rimasto a terra. In seguito a questo episodio vince il premio fair-play.
Nella stagione successiva viene aggregato alla prima squadra scendendo in campo 10 volte. Nella stagione 2009-2010 disputa 25 partite, segnando il suo primo gol in carriera il 21 novembre nella vittoria per 2-1 in casa del Sassuolo e totalizzando tre reti in totale. L'anno successivo, impiegato come riserva di Daniele Cacia e Mattia Graffiedi, realizza 2 reti in 30 presenze complessive e il Piacenza retrocede dopo aver perso i play-out.
Rimasto al Piacenza anche dopo la retrocessione, segna una tripletta nella gara valida per il primo turno di Coppa Italia contro il Pontedera. Impiegato come centravanti titolare, mette a segno 6 reti nella prima parte della stagione 2011-2012, nella quale indossa anche la fascia di capitano.

### Spezia ed Entella
Nel gennaio 2012 si trasferisce in prestito allo Spezia, sempre in Prima Divisione Fa il suo debutto con la maglia spezzina il 29 gennaio nel pareggio per 1-1 contro il Siracusa, e segna il suo primo gol nella partita di Coppa Italia Lega Pro al 90º minuto la rete della vittoria contro il Carpi. Il 3 maggio, nella sua 100ª partita in carriera da professionista, lo Spezia si aggiudica per la seconda volta nella sua storia la Coppa Italia Lega Pro vincendo 2-1 a Pisa il derby contro il Pisa, grazie alla sua doppietta. Il 6 maggio con la formazione ligure conquista la promozione in Serie B, e il 17 maggio con la vittoria per 2-1 contro la Ternana vince la Supercoppa di Prima Divisione.
A fine stagione rimane svincolato a causa del fallimento del Piacenza e del mancato riscatto da parte dello Spezia, e così si allena per un breve periodo con l'Atletico BP Pro Piacenza. Il 29 agosto firma un contratto biennale da 100 000 euro con la Virtus Entella, squadra del levante ligure neopromossa in Prima Divisione dove ritrova Ighli Vannucchi, Alberto Bianchi e Francesco Conti, già suoi compagni a La Spezia. Fa il suo debutto con la nuova squadra il 1º settembre successivo nella sfida vinta per 3-2 in casa della Tritium, realizzando la rete del momentaneo 1-1. Conclude la stagione con 11 gol segnati, di cui 7 decisivi, in 24 partite disputate, play-off persi con il Lecce compresi, pur stando fuori oltre due mesi per infortunio.
Confermato alla Virtus Entella, il 17 luglio parte regolarmente con la squadra per il ritiro di Sondalo.
Debutta nella nuova stagione, quella del Centenario del club, il 5 agosto in Entella-Gualdo 5-2 del primo turno di Coppa Italia. Segna il suo primo gol in campionato il 1º settembre in Entella-Como 1-0, appena entrato in campo. Segna in tutto 4 gol in 19 partite.
Complessivamente con la maglia dell'Entella ha totalizzato 43 presenze e 14 gol.

### Benevento e i prestiti a Matera e Venezia
Il 31 gennaio 2014 viene acquistato a titolo definitivo dal Benevento, sempre in Lega Pro Prima Divisione. Fa il suo debutto con i campani il 2 marzo nella partita persa per 2-1 contro la Salernitana. Segna la sua prima rete coi campani il 16 marzo siglando il momentaneo 2-1 nella partita pareggiata 2-2 in casa del Pisa.
L'estate successiva viene ceduto in prestito al Matera, con cui debutta l'8 agosto nella partita di Coppa Italia Lega Pro vinta per 3-1 contro la Vigor Lamezia. In tutto colleziona 13 presenze e 0 gol.
Il 9 gennaio 2015 si trasferisce sempre in prestito al Venezia. Fa il suo debutto con i veneti il 17 gennaio seguente nella vittoria per 2-0 contro il Pordenone. Segna le sue prime reti con i lagunari il 28 febbraio con una doppietta nella vittoria esterna per 2-1 sul Monza. Al termine della stagione totalizza 5 reti in 18 presenze.

### FeralpiSalò e Vicenza
Il 21 giugno 2015 viene ufficializzato il suo passaggio al Feralpisalò, con il quale firma un contratto annuale. Qui ritrova Michele Serena, già suo allenatore allo Spezia e al Venezia. Fa il suo debutto con i bresciani il 2 agosto nella partita valida per il primo turno di Coppa Italia vinta per 5-1 contro il Fano, nella quale mette a segno una tripletta. Esordisce con gol anche in campionato il 6 settembre nella vittoria esterna per 1-2 contro l'Alessandria. Dopo due presenze in campionato subisce un infortunio muscolare che lo costringe ad uno stop di circa un mese. Chiude la stagione con 7 reti in 25 presenze in campionato, 3 reti in 2 presenze in Coppa Italia e 2 reti in 1 presenza in Coppa Italia Lega Pro.
Il 30 giugno 2016 rinnova per un'altra stagione con il club gardesano. Il 23 aprile 2017 mette a segno una tripletta, la sua prima in carriera in campionato, nella sfida pareggiata 4-4 contro la Reggiana. Nella sua seconda stagione sul lago di Garda disputa 34 partite di campionato segnando 13 reti ed una partita nei play-off nei quali il FeralpiSalò viene eliminato al primo turno dalla Reggiana. Subito dopo la fine del campionato, il 18 maggio prolunga con il club bresciano fino al 2019. Nella stagione 2017-2018 segna 19 reti in 33 presenze di campionato laureandosi capocannoniere del girone B di Serie C, oltre a 2 reti in 6 presenze nei play-off e ad una presenza in Coppa Italia. Resta a Salò anche la prima metà della stagione 2018-2019 nella quale totalizza tre reti in 19 presenze in campionato ed una presenza in coppa Italia Serie C. In tre anni e mezzo di militanza con i gardesani ha totalizzato 119 presenze, 44 gol e 20 assist oltre a 5 presenze con 5 reti in Coppa Italia.
Il 14 gennaio 2019 passa al Vicenza firmando un contratto fino al 2020. Il 19 gennaio seguente debutta con i veneti nella partita pareggiata 1-1 contro il Renate, nella quale segna la rete del momentaneo 1-0. La metà di stagione con i veneti, conclusa con l'eliminazione al primo turno dei play-off per mano del Ravenna, vede Guerra segnare 5 reti in 16 presenze di campionato, una rete in 2 presenze di coppa Italia serie C, oltreché una rete nella partita di play-off. Nella stagione successiva, terminata anzitempo a causa dello scoppio della pandemia causata dal coronavirus COVID-19 e culminata con la vittoria da parte del Vicenza del proprio girone di Serie C e la promozione in Serie B, totalizza 6 reti in 25 presenze di campionato, una rete in due presenze in Coppa Italia Serie C e una presenza, senza reti, in Coppa Italia.
Dopo 12 presenze in Serie B e 2 in Coppa Italia, senza nessuna rete realizzata, il 13 gennaio 2021 Guerra fa ritorno, a titolo definitivo, alla FeralpiSalò, firmando un contratto valido fino al 30 giugno 2023. Con i bresciani totalizza a fine stagione 20 presenze in campionato, accompagnate da 6 reti, e 4, con una segnatura, nei play-off nei quali i gardesani vengono eliminati ai quarti di finale dall'Alessandria.
Rimane sulle rive del Garda anche per la stagione 2021-2022 nella quale, con la doppietta segnata contro la Pergolettese, taglia il traguardo dei 100 gol realizzati tra i professionisti. A fine anno torna in doppia cifra in campionato, mettendo a segno 12 reti in 35 presenze, alle quali si aggiungono 2 reti in 6 partite dei play-off, nei quali la Feralpisalò viene eliminata in semifinale dal Palermo, poi promosso, oltreché una presenza, senza reti in Coppa Italia Serie C.
Nel corso della stagione successiva, in occasione della partita vinta per 3-1 contro il Sangiuliano City, taglia il traguardo delle 200 presenze con la formazione gardesana. L'8 aprile 2023 gioca da titolare nella sfida con la Triestina che scancisce il primo posto matematico nel girone per i bresciani, con conseguente promozione in Serie B, la prima per il club e la terza in carriera per Guerra. Due settimane più tardi, nella partita vinta per 2-1 contro la Pro Sesto, raggiunge Andrea Bracaletti come recordman di presenze con la maglia verdeblù. Nell'estate 2023 lascia i salodiani dopo 230 presenze, 80 reti e 35 assist, risultando al momento della cessione il calciatore con più presenze e reti della storia verdeblù (record poi diventati de facto definitivi nell'estate del 2025, quando il club gardesano ha cessato di esistere cedendo il proprio titolo sportivo al neonato Union Brescia).

### Juventus Next Gen
Nell'agosto del 2023 viene acquistato a titolo definitivo dalla Juventus Next Gen. Il 2 settembre successivo fa il suo debutto con i piemontesi nella gara persa per 3-1 sul campo del Pescara, nella quale segna una rete. La stagione con la seconda squadra bianconera vede Guerra realizzare un totale di 18 reti tra campionato, Coppa Italia e play-off che gli valgono il record di miglior realizzatore di sempre nel girone B della terza serie italiana e, a fine stagione, il rinnovo con i torinesi per la stagione successiva, nella quale, dopo una prima parte di stagione in cui realizza solo una rete sotto la guida tecnica di Paolo Montero, con il ritorno di Massimo Brambilla sulla panchina bianconera, dimostra nella seconda parte di campionato una certa continuità realizzativa, chiudendo l'annata con 15 reti e 5 assist in 31 presenze complessive e guadagnandosi la conferma anche per la stagione 2025-2026.

## Statistiche

### Presenze e reti nei club
Statistiche aggiornate al 17 agosto 2025.
| Stagione                 | Squadra                  | Campionato               | Campionato | Campionato | Coppe nazionali | Coppe nazionali | Coppe nazionali | Coppe continentali | Coppe continentali | Coppe continentali | Altre coppe | Altre coppe | Altre coppe | Totale | Totale |
| Stagione                 | Squadra                  | Comp                     | Pres       | Reti       | Comp            | Pres            | Reti            | Comp               | Pres               | Reti               | Comp        | Pres        | Reti        | Pres   | Reti   |
| ------------------------ | ------------------------ | ------------------------ | ---------- | ---------- | --------------- | --------------- | --------------- | ------------------ | ------------------ | ------------------ | ----------- | ----------- | ----------- | ------ | ------ |
| 2007-2008                | Piacenza                 | B                        | 1          | 0          | CI              | 0               | 0               | -                  | -                  | -                  | -           | -           | -           | 1      | 0      |
| 2008-2009                | Piacenza                 | B                        | 10         | 0          | CI              | 0               | 0               | -                  | -                  | -                  | -           | -           | -           | 10     | 0      |
| 2009-2010                | Piacenza                 | B                        | 25         | 3          | CI              | 0               | 0               | -                  | -                  | -                  | -           | -           | -           | 25     | 3      |
| 2010-2011                | Piacenza                 | B                        | 29+1       | 2          | CI              | 1               | 0               | -                  | -                  | -                  | -           | -           | -           | 31     | 2      |
| 2011-gen. 2012           | Piacenza                 | 1D                       | 18         | 6          | CI+CI-LP        | 2+0             | 3               | -                  | -                  | -                  | -           | -           | -           | 20     | 9      |
| Totale Piacenza          | Totale Piacenza          | Totale Piacenza          | 83+1       | 11         |                 | 3               | 3               |                    | -                  | -                  |             | -           | -           | 87     | 14     |
| gen.-giu. 2012           | Spezia                   | 1D                       | 11         | 0          | CI+CI-LP        | 0+2             | 3               | -                  | -                  | -                  | SC-1D       | 2           | 0           | 15     | 3      |
| 2012-2013                | Virtus Entella           | 1D                       | 22+2       | 11         | CI+CI-LP        | 0               | 0               | -                  | -                  | -                  | -           | -           | -           | 24     | 11     |
| 2013-gen. 2014           | Virtus Entella           | 1D                       | 14         | 4          | CI+CI-LP        | 2+3             | 0               | -                  | -                  | -                  | -           | -           | -           | 19     | 4      |
| Totale Virtus Entella    | Totale Virtus Entella    | Totale Virtus Entella    | 36+2       | 15         |                 | 5               | 0               |                    | -                  | -                  |             | -           | -           | 43     | 15     |
| gen.-giu. 2014           | Benevento                | 1D                       | 6+2        | 1          | CI+CI-LP        | -               | -               | -                  | -                  | -                  | -           | -           | -           | 8      | 1      |
| 2014-gen. 2015           | Matera                   | LP                       | 13         | 0          | CI-LP           | 3               | 0               | -                  | -                  | -                  | -           | -           | -           | 16     | 0      |
| gen.-giu. 2015           | Venezia                  | LP                       | 18         | 5          | CI-LP           | -               | -               | -                  | -                  | -                  | -           | -           | -           | 18     | 5      |
| 2015-2016                | Feralpisalò              | LP                       | 25         | 7          | CI+CI-LP        | 2+1             | 3+2             | -                  | -                  | -                  | -           | -           | -           | 28     | 12     |
| 2016-2017                | Feralpisalò              | LP                       | 34+1       | 13         | CI+CI-LP        | 0               | 0               | -                  | -                  | -                  | -           | -           | -           | 35     | 13     |
| 2017-2018                | Feralpisalò              | C                        | 33+6       | 19+2       | CI+CI-C         | 1+0             | 0               | -                  | -                  | -                  | -           | -           | -           | 40     | 21     |
| 2018-gen. 2019           | Feralpisalò              | C                        | 19         | 3          | CI+CI-C         | 0+1             | 0               | -                  | -                  | -                  | -           | -           | -           | 20     | 3      |
| gen.-giu. 2019           | Vicenza                  | C                        | 16+1       | 5+1        | CI-C            | 2               | 1               | -                  | -                  | -                  | -           | -           | -           | 19     | 7      |
| 2019-2020                | Vicenza                  | C                        | 25         | 6          | CI+CI-C         | 1+2             | 0+1             | -                  | -                  | -                  | -           | -           | -           | 28     | 7      |
| 2020-gen. 2021           | Vicenza                  | B                        | 12         | 0          | CI              | 2               | 0               | -                  | -                  | -                  | -           | -           | -           | 14     | 0      |
| Totale Vicenza           | Totale Vicenza           | Totale Vicenza           | 53+1       | 11+1       |                 | 7               | 2               |                    | -                  | -                  |             | -           | -           | 61     | 14     |
| gen.-giu. 2021           | Feralpisalò              | C                        | 20+4       | 6+1        | CI              | -               | -               | -                  | -                  | -                  | -           | -           | -           | 24     | 7      |
| 2021-2022                | Feralpisalò              | C                        | 35+6       | 12+2       | CI-C            | 1               | 0               | -                  | -                  | -                  | -           | -           | -           | 42     | 14     |
| 2022-2023                | Feralpisalò              | C                        | 34         | 10         | CI+CI-C         | 2+1             | 0               | -                  | -                  | -                  | SC-C        | 2           | 0           | 39     | 10     |
| lug.-ago. 2023           | Feralpisalò              | B                        | 0          | 0          | CI              | 2               | 0               | -                  | -                  | -                  | -           | -           | -           | 2      | 0      |
| Totale FeralpiSalò       | Totale FeralpiSalò       | Totale FeralpiSalò       | 200+17     | 70+5       |                 | 11              | 5               |                    | -                  | -                  |             | 2           | 0           | 230    | 80     |
| ago. 2023-2024           | Juventus Next Gen        | C                        | 33+5       | 15+2       | CI-C            | 2               | 1               | -                  | -                  | -                  | -           | -           | -           | 40     | 18     |
| 2024-2025                | Juventus Next Gen        | C                        | 28+2       | 12+2       | CI-C            | 1               | 1               | -                  | -                  | -                  | -           | -           | -           | 31     | 15     |
| 2025-2026                | Juventus Next Gen        | C                        | 0          | 0          | CI-C            | 1               | 1               | -                  | -                  | -                  | -           | -           | -           | 1      | 1      |
| Totale Juventus Next Gen | Totale Juventus Next Gen | Totale Juventus Next Gen | 61+7       | 27+4       |                 | 4               | 3               |                    | -                  | -                  |             | -           | -           | 72     | 34     |
| Totale carriera          | Totale carriera          | Totale carriera          | 511        | 150        |                 | 35              | 16              |                    | -                  | -                  |             | 4           | 0           | 550    | 166    |

## Palmarès

### Club

#### Competizioni nazionali
- Lega Pro Prima Divisione: 1

Spezia: 2011-2012 (Girone B)
- Coppa Italia Lega Pro: 1

Spezia: 2011-2012
- Supercoppa di Lega di Prima Divisione: 1

Spezia: 2012
- Serie C: 2

L.R. Vicenza: 2019-2020 (Girone B)
Feralpisalò: 2022-2023 (Girone A)

### Individuale
- Capocannoniere della Serie C: 1

2017-2018 (Girone B, 19 gol)